# Jan Hemmel
Jan Hjalmar Hemmel, född 7 juli 1933 i Askersund, död 20 mars 2017 i Malmö,  var en svensk regissör och TV-producent.
Efter studentexamen 1952 blev Hemmel filosofie kandidat vid Lunds universitet 1956. Han var regissör och teatersekreterare vid Malmö stadsteater 1958–1960, regissör vid Helsingborgs stadsteater 1960–1961 och TV-producent vid Sveriges Radio i Malmö från 1962 och fram till sin pension. Under denna tid regisserade han ett flertal TV-serier, bland annat Skånska mord 1986. Han var bosatt i Malmö, där han skrev artiklar om stadens arkitektur.
Hemmel är gravsatt i minneslunden på Gamla kyrkogården i Malmö. Han var son till illustratören Sven Hemmel och var länge gift med Gertrud Hemmel, med vilken han fick två döttrar.

## Regi i urval
- 1998 – Vasasagan (TV)
- 1996 – Torntuppen (TV-serie)
- 1990 – Främmande makt (TV-serie)
- 1988 – Kuriren (TV-serie i sju delar)
- 1986 – Skånska mord - Hurvamorden (TV)
- 1986 – Skånska mord - Veberödsmannen (TV)
- 1985 – August Palms äventyr (TV-serie)
- 1970 – Frida och hennes vän (TV-serie)

## Teater

### Regi (ej komplett)
| År   | Produktion                                                      | Upphovsmän                                                       | Teater                                                        |
| ---- | --------------------------------------------------------------- | ---------------------------------------------------------------- | ------------------------------------------------------------- |
| 1959 | Det blåser på månen The Wind on the Moon                        | Gertrud Hemmel och Jan Hemmel                                    | Malmö stadsteater                                             |
| 1960 | Rävlyan                                                         | Lillian Hellman                                                  | Malmö stadsteater                                             |
| 1960 | Folk och rövare i Kamomilla stad Folk og røvere i Kardemomme by | Thorbjørn Egner Ulf Peder Olrog och Håkan Norlén                 | Malmö stadsteater                                             |
| 1960 | Dubbelspel Zwei rechts, zwei links                              | Karl Wittlinger Översättning Marianne Höök                       | Helsingborgs stadsteater                                      |
| 1960 | Herr Paddas bravader Toad of Toad Hall                          | Kenneth Grahame Dramatisering A.A. Milne, Översättning Sture Pyk | Helsingborgs stadsteater                                      |
| 1961 | Herr Paddas bravader Toad of Toad Hall                          | Kenneth Grahame Dramatisering A.A. Milne, Översättning Sture Pyk | Skolbarnsteatern                                              |
| 1961 | Ung och grön Salad Days                                         | Dorothy Reynolds och Julian Slade                                | Helsingborgs stadsteater Regi tillsammans med Frank Sundström |

## Skrifter
- (med Martine Castoriano): På Malmös fasader: det groteska och det sköna. Historiska media 2006. ISBN 9789185377909